# Capella (cráter)

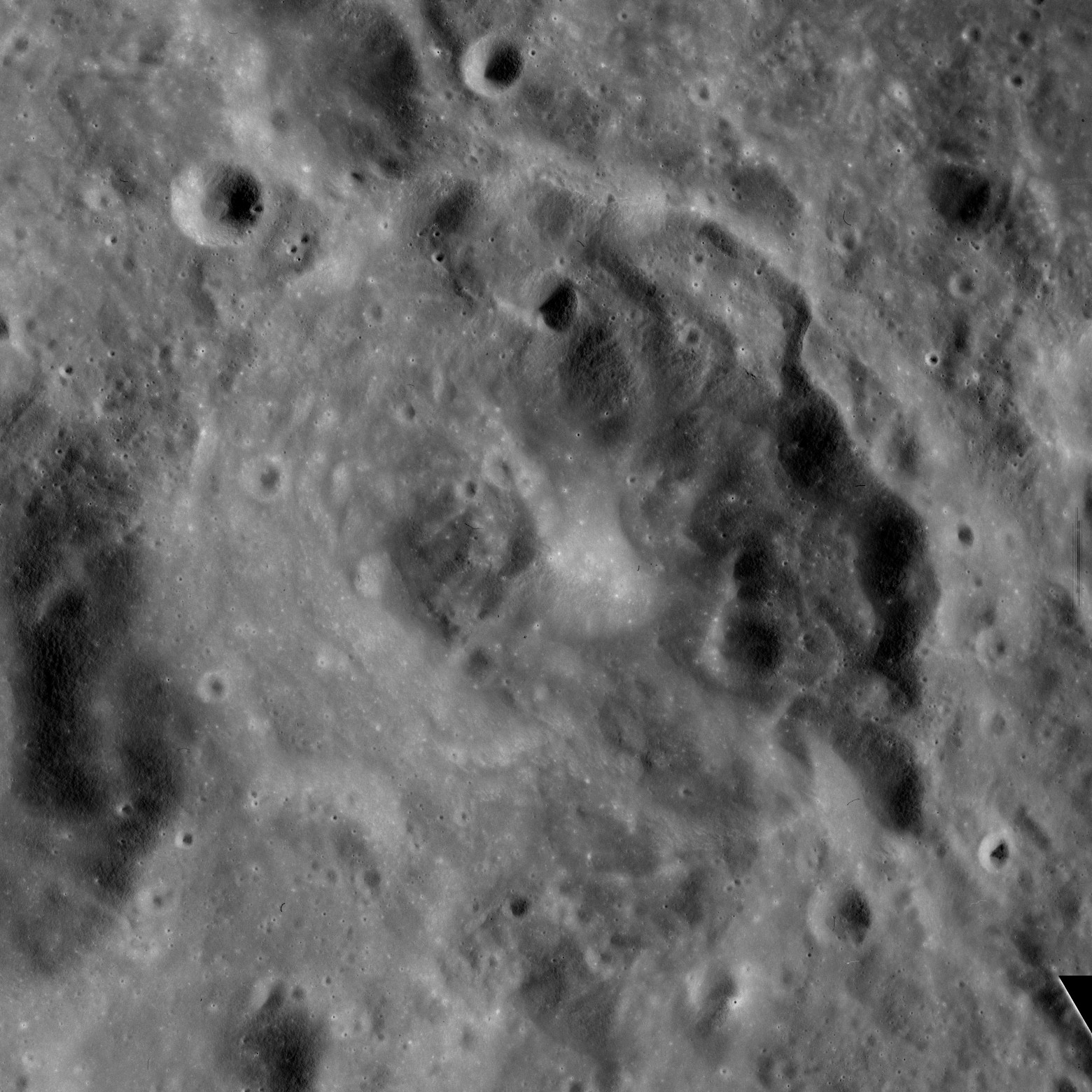
Imagen de Capella (misión Apolo 15)

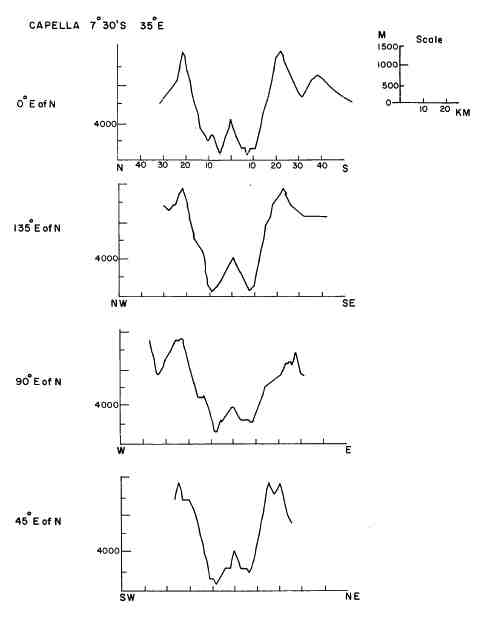
Perfiles transversales

Capella es un cráter de impacto lunar de 49 km de diámetro que se encuentra al norte del Mare Nectaris, en una región accidentada con otros muchos pequeños cráteres de impacto. Se entromete ligeramente en el borde oriental del cráter Isidorus, un elemento solitario de un diámetro ligeramente menor.
La pared de Capella es baja, pero relativamente gruesa e irregular, con un gran promontorio insertado en el lado sur-oriental. El cráter está atravesado por una grieta profunda, el Vallis Capella, que pasa directamente a través de Capella desde el borde norte hacia el lado sureste de la pared, y se extiende a ambos lados a una distancia total de 110 kilómetros. Este se formó a partir de una cadena de cráteres. En el medio del cráter aparece un amplio pico de base redonda, con un pequeño cráter en la parte superior. El lado occidental del cráter está salpicado de restos del impacto, formando racimos de pequeñas colinas.
El cráter lleva este nombre por Marciano Capella, un escritor de la antigüedad tardía.

## Cráteres satélite
Por convención estos elementos son identificados en los mapas lunares poniendo la letra en el lado del punto medio del cráter que está más cerca de Capella.
|         | \| Capella \| Coordenadas \| Diámetro \| \| ------- \| --------------------------- \| -------- \| \| A \| 7°36′S 37°12′E / -7.6, 37.2 \| 13 km \| \| B \| 9°24′S 36°48′E / -9.4, 36.8 \| 10 km \| \| C \| 5°42′S 36°18′E / -5.7, 36.3 \| 11 km \| \| D \| 6°42′S 37°36′E / -6.7, 37.6 \| 8 km \| \| E \| 7°30′S 37°42′E / -7.5, 37.7 \| 16 km \| \| F \| 9°12′S 35°24′E / -9.2, 35.4 \| 14 km \| \| G \| 6°48′S 36°54′E / -6.8, 36.9 \| 12 km \| \| H \| 8°06′S 37°24′E / -8.1, 37.4 \| 9 km \| \| J \| 9°24′S 36°00′E / -9.4, 36.0 \| 9 km \| \| M \| 4°24′S 37°00′E / -4.4, 37.0 \| 12 km \| \| R \| 6°00′S 35°12′E / -6.0, 35.2 \| 7 km \| \| T \| 6°54′S 34°12′E / -6.9, 34.2 \| 6 km \| |          |
| Capella | Coordenadas | Diámetro |
| A       | 7°36′S 37°12′E / -7.6, 37.2 | 13 km    |
| B       | 9°24′S 36°48′E / -9.4, 36.8 | 10 km    |
| C       | 5°42′S 36°18′E / -5.7, 36.3 | 11 km    |
| D       | 6°42′S 37°36′E / -6.7, 37.6 | 8 km     |
| E       | 7°30′S 37°42′E / -7.5, 37.7 | 16 km    |
| F       | 9°12′S 35°24′E / -9.2, 35.4 | 14 km    |
| G       | 6°48′S 36°54′E / -6.8, 36.9 | 12 km    |
| H       | 8°06′S 37°24′E / -8.1, 37.4 | 9 km     |
| J       | 9°24′S 36°00′E / -9.4, 36.0 | 9 km     |
| M       | 4°24′S 37°00′E / -4.4, 37.0 | 12 km    |
| R       | 6°00′S 35°12′E / -6.0, 35.2 | 7 km     |
| T       | 6°54′S 34°12′E / -6.9, 34.2 | 6 km     |